# Landkreis Weißenfels
De Landkreis Weißenfels was een district (Landkreis) in de Duitse deelstaat Saksen-Anhalt. Het had een oppervlakte van 372,41 km² en een inwoneraantal van 74.608 (31-05-2005). Per 1 juli 2007 is het district opgeheven en vormt het met het oude district Burgenlandkreis het nieuwe district Burgenlandkreis.

## Bestuurlijke indeling
Het district was ingedeeld in 33 gemeenten, verdeeld over 1 eenheidsgemeente en 4 Verwaltungsgemeinschaften.
Eenheidsgemeente
1. Hohenmölsen, stad (9.530)

Verwaltungsgemeinschaften en de deelnemende gemeenten
(* duidt op hoofdplaats van het samenwerkingsverband)
| - 1. Verwaltungsgemeinschaft Lützen-Wiesengrund 1. Dehlitz (Saale) (574) 2. Granschütz (1.146) 3. Großgörschen (851) 4. Lützen, stad * (3.629) 5. Muschwitz (1.135) 6. Poserna (384) 7. Rippach (689) 8. Röcken (610) 9. Sössen (236) 10. Starsiedel (692) 11. Taucha (641) 12. Zorbau (819) - 2. Verwaltungsgemeinschaft Saaletal 1. Burgwerben (1.070) 2. Goseck (1.106) 3. Großkorbetha * (2.008) 4. Reichardtswerben (1.266) 5. Schkortleben (629) 6. Storkau (601) 7. Tagewerben (808) 8. Uichteritz (1.417) 9. Wengelsdorf (905) | - 3. Verwaltungsgemeinschaft Vier Berge-Teucherner Land 1. Gröben (715) 2. Gröbitz (500) 3. Krauschwitz (607) 4. Langendorf (2.475) 5. Leißling (1.568) 6. Nessa (977) 7. Prittitz (1.028) 8. Teuchern, stad * (3.484) 9. Trebnitz (880) - 4. Verwaltungsgemeinschaft Weißenfelser Land 1. Markwerben (698) 2. Weißenfels, stad * (29.669) |